# 大河南汉墓
大河南汉墓，位于山东省淄博市张店区四宝山街道大河南村，是中华人民共和国山东省文物保护单位之一。
2006年12月7日，授予山东省文物保护单位，是一座古墓葬。